# آقچه‌آباد
آقچه‌آباد (به ترکی استانبولی: Akçaabat) شهری است در کشور ترکیه که در استان ترابزون واقع شده‌است. جمعیت این شهر بر اساس سرشماری سال ۲۰۰۸ میلادی ۳۵٬۸۶۸ نفر و بر اساس برآوردهای سال ۲۰۰۹ میلادی ۳۵٬۴۴۷ نفر می‌باشد.